# Hamiltonův operátor
Hamiltonův operátor (Hamiltonián) je diferenciální operátor na Hilbertově prostoru komplexních vlnových funkcí. Je pojmenován po siru W. R. Hamiltonovi a značí se {\displaystyle {\hat {H}}}. Hamiltonián (tímto pojmem se také označuje původní Hamiltonova funkce v klasické mechanice) je operátor energie v kvantové mechanice, který ve většině případů odpovídá celkové energii soustavy.  Jeho význam je dán spojitostí s popisem časového vývoje v kvantové mechanice, viz Schrödingerova rovnice. Dále pak tím, že možné hodnoty energie, kterých může nabýt systém popsaný hamiltoniánem {\displaystyle {\hat {H}}}, patří do jeho spektra.

## Odvození klasického tvaru
Pro bodovou částici je její celková mechanická energie součtem kinetické a potenciální energie. Operátor kinetické energie získáme dosazením operátoru hybnosti ({\displaystyle {\hat {\mathbf {p} }}=-i\hbar \nabla }) do klasického vztahu {\displaystyle T={\frac {1}{2}}m\mathbf {v} ^{2}={\frac {\mathbf {p} ^{2}}{2m}}}. Hamiltonián pak můžeme zapisovat výhodně ve tvaru
{\displaystyle {\hat {H}}=-{\frac {\hbar ^{2}}{2m}}\Delta +V\,,}
kde {\displaystyle m} je hmotnost částice, {\displaystyle \Delta =\nabla ^{2}=\left({\dfrac {\partial ^{2}}{\partial x^{2}}}+{\dfrac {\partial ^{2}}{\partial y^{2}}}+{\dfrac {\partial ^{2}}{\partial z^{2}}}\right)} je Laplaceův operátor a {\displaystyle V=V({\mathbf {r} },t)} je potenciální energie silového pole, v němž se částice pohybuje. Hamiltonián v této podobě je klíčovou součástí Schrödingerovy rovnice. Ta popisuje vývoj vlnové funkce v čase, který interpretujeme jako pohyb částice, jde tedy o kvantovou rovnici pohybu.

## Spektrum
Spektrum Hamiltoniánu vyjadřuje možné hodnoty energie částice. Například pro elektron v elektrickém poli protonu známe průběh potenciální energie z Coulombova zákona. Hamiltonián má tedy tvar
{\displaystyle {\hat {H}}=-{\frac {\hbar ^{2}}{2m_{e}}}\Delta -{\frac {1}{4\pi \varepsilon _{0}}}{\frac {e^{2}}{r}}\,,}
kde {\displaystyle m_{e}} je hmotnost elektronu, {\displaystyle e} je elektrický náboj elektronu, {\displaystyle \pi } je Ludolfovo číslo, {\displaystyle \varepsilon _{0}} je permitivita vakua a {\displaystyle r} je vzdálenost od protonu. Spektrum tohoto operátoru dává možné energie
{\displaystyle E_{n}=-{\frac {1}{4\pi \varepsilon _{0}}}{\frac {e^{2}}{2a_{B}}}{\frac {1}{n^{2}}}\,,}
kde {\displaystyle a_{B}} je tzv. Bohrův poloměr (0,53×10−10 m) a {\displaystyle n} je kvantové číslo. Rozdíly mezi těmito hladinami přesně odpovídají pozorovanému absorpčnímu spektru nejjednoduššího prvku v přírodě - vodíku. Záporné znaménko energie odpovídá vázanému stavu - na ionizaci atomu vodíku v základním stavu je třeba dodat kladnou energii E1=2,179×10−18 J.

## Relativistická verze
Schrödingerova rovnice s výše uvedeným výrazem pro Hamiltonián není invariantní vůči Lorentzově transformaci, takže je nesprávná z hlediska teorie relativity. V relativistické mechanice je výraz pro energii složitější, takže musí být modifikován i Hamiltonián. Jeden z možných přístupů k tomuto zpřesnění lze nalézt v hesle Diracova rovnice, kde je i relativisticky opravený výraz pro Hamiltonián.
{\displaystyle {\hat {H}}=\,\gamma _{0}m+\sum _{j=1}^{3}\gamma _{j}p_{j}\,,}
kde {\displaystyle p_{j}} jsou souřadnice vektoru hybnosti a {\displaystyle \gamma _{i}} jsou vhodně zvolené matice. V Diracově (standardní) reprezentaci jsou to matice
{\displaystyle \gamma ^{0}={\begin{pmatrix}I&0\\0&-I\end{pmatrix}}\,,}
{\displaystyle \gamma ^{i}={\begin{pmatrix}0&{\sigma }_{i}\\-{\sigma }_{i}&0\end{pmatrix}}\,.}
{\displaystyle {\sigma }_{i}} jsou přitom Pauliho matice a {\displaystyle I} značí jednotkovou matici 2×2.

## Komutování s jinými operátory
Vodíkový hamiltonián (nebo hamiltonián vodíku podobného atomu, tzn. s jedním elektronem) uvedený výše komutuje s operátory kvadrátu momentu hybnosti L2 a každou jeho složkou. Jednotlivé složky momentu hybnosti ale nekomutují mezi sebou, proto je řešení atomů určeno třemi kvantovými čísly.
Víceelektronové atomy mají hamiltonián skládající se z několika jednoelektronových a dále pak z členů odpovídající vzájemné coulombické interakci mezi jednotlivými elektrony. Např. Lithium má hamiltonián
{\displaystyle {\hat {H}}=\left(-{\frac {\hbar ^{2}}{2m_{e}}}\Delta _{1}-{\frac {1}{4\pi \varepsilon _{0}}}{\frac {e^{2}}{r_{1}}}\right)+\left(-{\frac {\hbar ^{2}}{2m_{e}}}\Delta _{2}-{\frac {1}{4\pi \varepsilon _{0}}}{\frac {e^{2}}{r_{2}}}\right)+\left(-{\frac {\hbar ^{2}}{2m_{e}}}\Delta _{3}-{\frac {1}{4\pi \varepsilon _{0}}}{\frac {e^{2}}{r_{3}}}\right)+}
{\displaystyle +{\frac {1}{4\pi \varepsilon _{0}}}{\frac {e^{2}}{r_{12}}}+{\frac {1}{4\pi \varepsilon _{0}}}{\frac {e^{2}}{r_{13}}}+{\frac {1}{4\pi \varepsilon _{0}}}{\frac {e^{2}}{r_{23}}}}
S tímto hamiltoniánem komutují operátory orbitálního momentu hybnosti {\displaystyle L=L_{1}+L_{2}+L_{3}} (což plyne z vyjádření {\displaystyle {\overrightarrow {L}}={\overrightarrow {r}}\times {\overrightarrow {p}}} a z toho, že {\displaystyle {\overrightarrow {r}}\times {\overrightarrow {n}}={\overrightarrow {0}}}) i {\displaystyle L_{z}=L_{z1}+L_{z2}+L_{z3}}, opět máme tedy tři kvantová čísla.
Dále Hamiltonián často komutuje s operátory spinů nebo prohození částic.